# マリア・アンナ・フォン・プファルツ＝ズルツバッハ

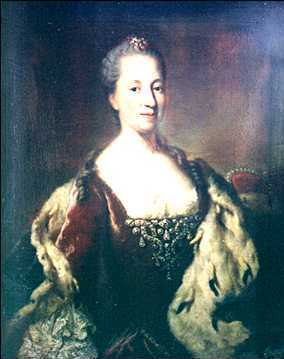
マリア・アンナ、1750年頃

マリア・アンナ・ヨーゼファ・シャルロッテ・アマーリエ・フォン・プファルツ＝ズルツバッハ（Maria Anna Josepha Charlotte Amalie von Pfalz-Sulzbach, 1722年6月22日 - 1790年4月25日）は、ドイツのプファルツ＝ズルツバッハ家の公女で、バイエルン公子クレメンス・フランツ・デ・パウラの妻。

## 生涯
プファルツ＝ズルツバッハ公世子ヨーゼフ・カールとその妻でプファルツ選帝侯カール3世フィリップの娘であるエリーザベト・アウグステ・ゾフィーの間に生まれた。3人姉妹の次女であり、姉のエリーザベト・アウグステはプファルツ選帝侯カール・テオドールの妻、妹マリア・フランツィスカはバイエルン王マクシミリアン1世の母親である。1742年1月17日にマンハイムにおいて、バイエルン選帝侯マクシミリアン3世の従兄クレメンスと結婚した。クレメンスは子供のない選帝侯の唯一の相続人だったが、夫との間にもうけた2男2女の4人の子供はいずれも生後間もなく死亡し、夫とも1770年に死別した。
1777年、マクシミリアン3世の死去によりバイエルン系ヴィッテルスバッハ家の家系は途絶え、義兄のプファルツ選帝侯がバイエルン選帝侯を兼ねた。マリア・アンナは、この機に乗じてニーダーバイエルンの割譲を要求してきたハプスブルク家の露骨な野心に強く反発した。彼女はバイエルン大法官のヨハン・ゲオルク・フォン・ロリ（Johann Georg von Lori）ら、バイエルンの自主独立を守ろうとする愛国派閥を結集し、甥でカール・テオドールの相続人だったプファルツ＝ツヴァイブリュッケン公カール・アウグスト・クリスティアンを引きこんで、オーストリアとの対決姿勢を強めた。マリア・アンナはまた、皇帝ヨーゼフ2世の野心を挫こうとするプロイセンのフリードリヒ2世大王と密かに連絡を取るようになった。
1778年2月6日、マリア・アンナはマックスブルク（Maxburg）において、大臣のヨハン・クリスティアン・フォン・ホーフェンフェルス（Johann Christian von Hofenfels）、プロイセン公使ヨハン・オイスタッハ・フォン・ゲルツ伯爵（Johann Eustach von Görtz）とともに、オーストリアの領土強奪に対する抗議と、1778年1月15日にカール・テオドールがヨーゼフ皇帝と結んだ領土交換条約を無効とする声明を発表した。この半年後にバイエルン継承戦争が勃発している。
1780年6月10日、マリア・アンナは秘密裏に財務長官のアンドレアス・アンドレ（Andreas André）と再婚したため、カール・テオドール選帝侯の不興を買って、亡くなるまで所領のリーデン荘園（Gut Rieden）に逼塞させられた。